# Botschaft Guineas in Berlin

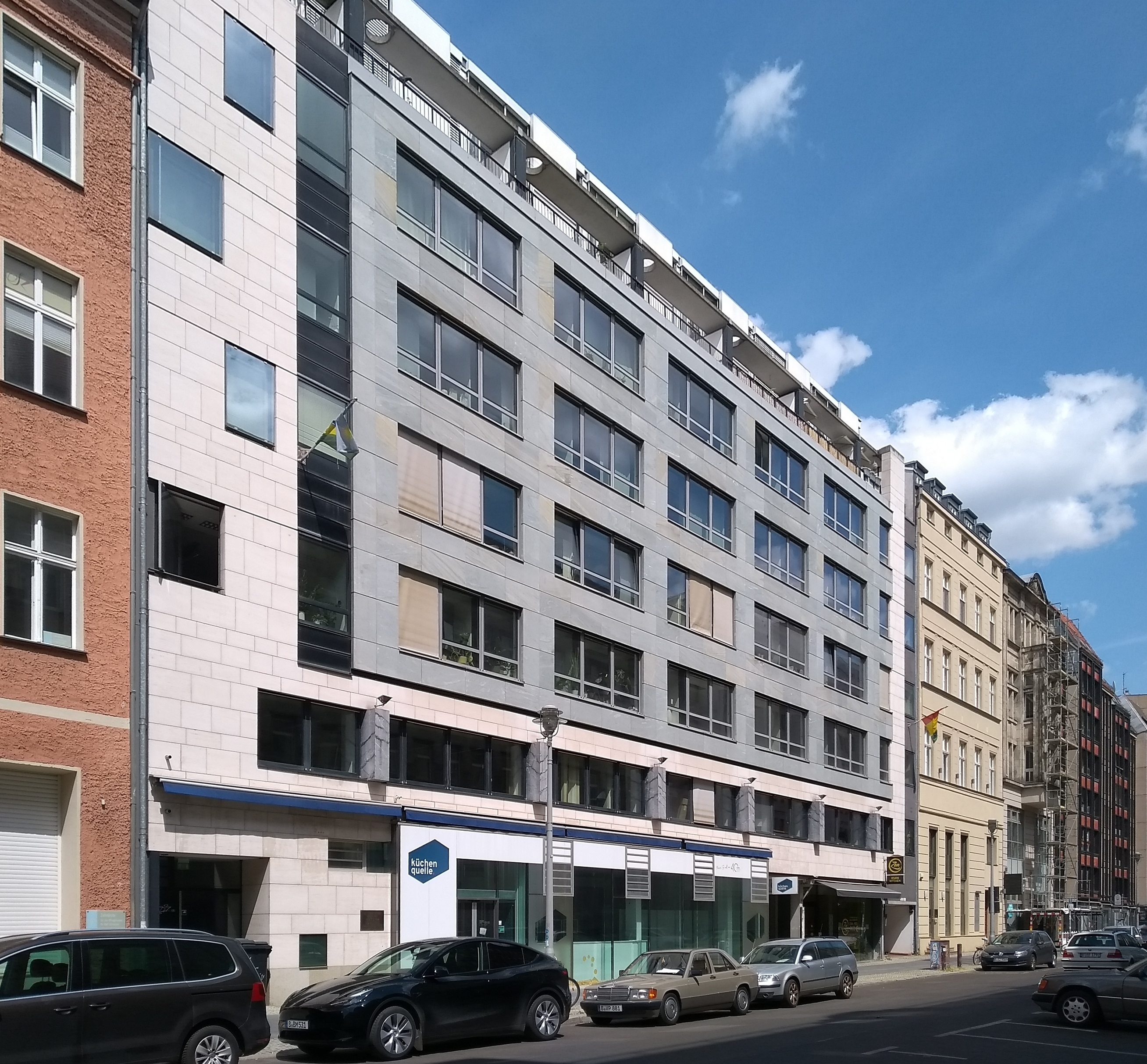
Geschäftshaus in der Jägerstraße 67–69
mit den Botschaften von Guinea und Ruanda

Die Botschaft Guineas in Berlin ist die diplomatische Vertretung der Republik Guinea in Deutschland. Sie befindet sich in der Jägerstraße 67–69 im Ortsteil Mitte des gleichnamigen Bezirks.
Botschafter ist seit dem 16. Mai 2023 Aliou Barry.
Guinea unterhält ein Honorarkonsulat in München.

## Geschichte der diplomatischen Beziehungen
Die französische Kolonie Guinea wurde am 2. Oktober 1958 unabhängig. Am 30. Juli 1959 nahmen der neue Staat und die Bundesrepublik Deutschland diplomatische Beziehungen auf. Die Botschaft befand sich am Rochusweg 50 in Bonn. Aufgrund des Umzugs von Bundestag und Regierung nach Berlin verlegte auch die Botschaft Guineas ihren Sitz in die neue deutsche Hauptstadt. Sie befindet sich in der Jägerstraße 67–69 in Berlin-Mitte.
Seit dem 9. September 1970 bestanden diplomatische Beziehungen zwischen Guinea und der DDR. Sie endeten mit der deutschen Wiedervereinigung im Jahr 1990. Die Botschaft befand sich in der Heinrich-Mann-Straße 32 im Stadtbezirk Pankow in Ost-Berlin.

## Botschafter (seit 2011)
- 2011, 19. Oktober: Ibrahima Sory Sow[6]
- 2015, 4. März: Fatoumata Baldé[7]
- 2018, 19. Oktober: Siradiou Diallo[8][9]
- 2023, 16. Mai: Aliou Barry[10]

## Gebäude
Die Botschaft Guineas befindet sich in einem Büro- und Geschäftshaus in der Jägerstraße 67–69 in Berlin-Mitte. Auch die Botschaft Ruandas hat hier ihren Sitz.